# 石德純
石德纯（1878年—1944年6月3日）字寅生、厚斋。安徽寿县人，中国民主革命家，中华民国政治及军事人物。

## 生平
清朝光绪四年（1878年）生。幼年隨父親石夢熊接受教育。1902年留学日本，入東京同文书院学日语，兩年後入東京法政大学學習法政。在日本受孙中山影响，曾说：“革命大业，志在吾曹，此其时矣！”1907年春，在日本东京加入中国同盟会。
1910年夏，畢業回國，參加了清廷举办的留學生歸国考試，殿試後任刑部僉事。1911年冬，同黄復生、鄧孝可等人密謀策動駐通州的毅軍響應起义，事泄逃走。
中华民国成立后，民国元年（1912年），孙毓筠首任安徽都督，石德纯出任安徽都督府秘书。中华民国第一届国会成立时，石德纯当选为参议员。1913年二次革命失敗後，在家讀書。1915年秋，应朋友邀请，到隴西協辦甘宁官鹽商運業務。1923年10月，拒绝曹錕賄选，避居天津英租界。1924年，将办盐务时剩余的资金全部购买枪支弹药，秘密从天津运往安徽，组建皖豫国民联军，自任总司令，驻皖豫交界各县，响应冯玉祥推翻曹锟。
1926年北伐开始，皖豫国民联军配合北伐军。北伐在当地获胜后，豫皖国民联军改编为国民革命军暂编第六军，石德纯任军长。此后北上作战，立下战功。
1927年蒋介石发动四一二政变后，排斥异己，对第六军进行改编，免去石德纯的军长一职，调任军事参议院中将参议。石德纯将部队交给亲信，并未赴任，而是返回家乡办学校。民国20年（1931年）淮河水灾，倡议成立导淮委员会，治理淮河。
1937年卢沟桥事变后，石德纯返回寿县，组织各界抗敌后援会，任主任委员。民国27年（1938年）初春，在安徽省动员委员会的指导下，寿县各界后援会撤销，成立寿县动员委员会，石德纯任主任委员。同年3月，日军进攻皖北，先后占领各县。安徽省动员委员会筹组安徽人民抗日自卫军第一路军，石德纯任指挥官。该部共编有7个支队，3个独立大队，官兵大约万余人，枪5千多支，驻淮南。当时新桂系李品仙主政安徽，限制地方武装发展，又因为第一路军中有中国共产党人而更觉不安，多次派员到寿县视察，企图通过整编将该部队吞并，但遭到石德纯坚决抵制。同年冬，安徽省政府任命颜仁毅为皖北行署主任，强令皖北抗日人民自卫军归颜仁毅直接指挥，并且在大队长以上会议上宣布第一路军解散。石寅生乃号召部队参加新四军，所部曹云露、郑抱真、赵筹等人率部分别投新四军。其他各部大多解散，仅有一小部被皖北行署改编。
民国28年（1939年）夏，安徽省临时参议会成立，石德纯当选参议员。后来在第二届参议会上，当选为参议会副会长。当时参议会议长江炜（字影侯）年高多病，故会务常由石德纯主持。
民国29年（1940年），石德纯倡设“寿春私立初级中学”，提议把罗陂塘公田拨作校产。呈报安徽省教育厅备案时，厅长汪少伦不许。石德纯亲见汪少伦抗议称：“地方兴办学校是好事，对抗战建国都有益处，报教育厅备案只是履行手续，教育厅不准，学校是要办的，你厅长也不能阻止我不办。”民国30年（1941年），该校在隐贤集东南建校，石德纯被公推为董事长。
1944年夏，安徽省参议会第二次会议举行，石德纯抱病主持，6月2日喘病发作，6月3日晨，被送回天堂湾郑祠寓所，下午1时病逝，享年66岁。

## 家庭
- 弟：石德宽